# Nicomédia

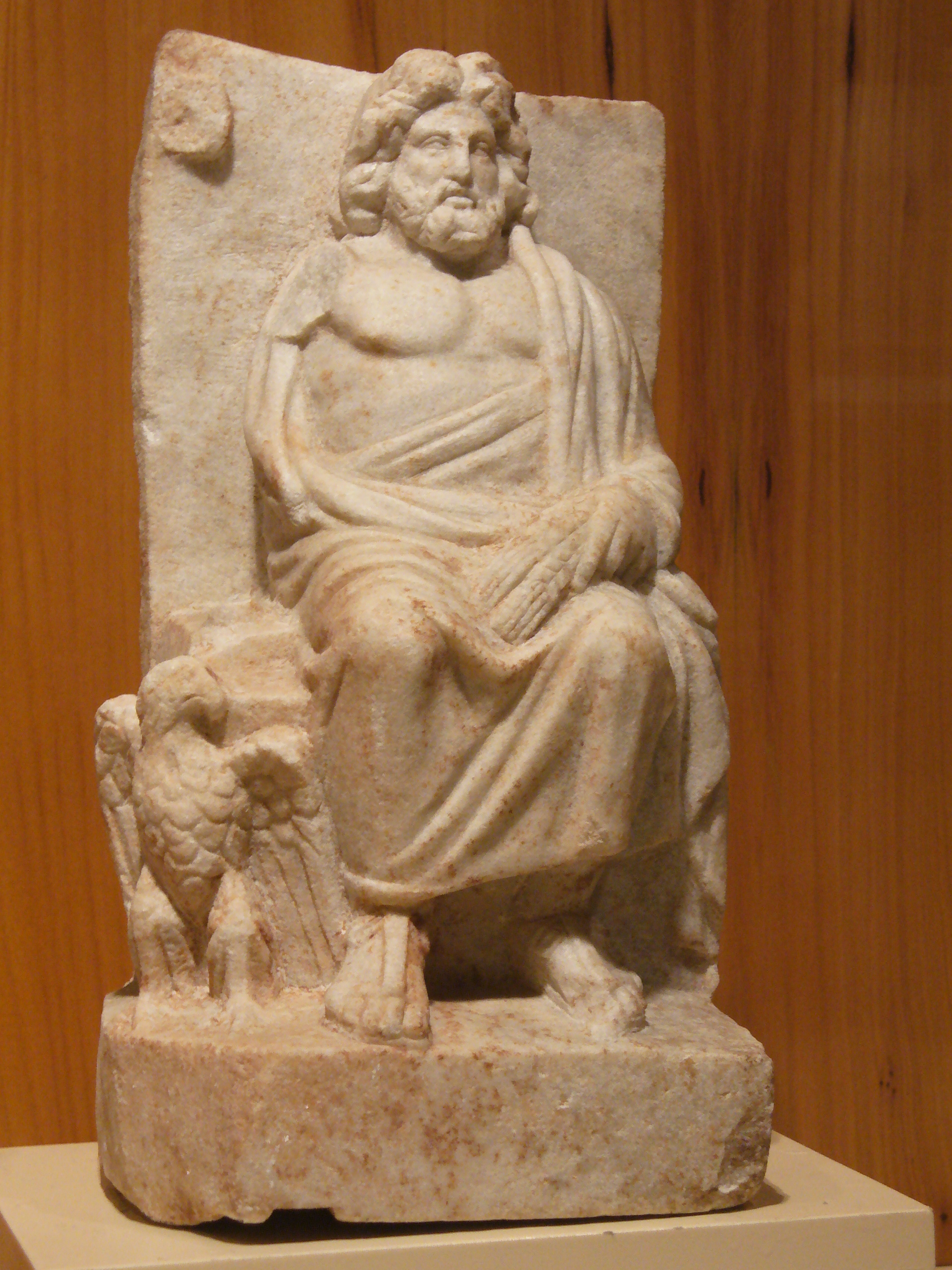
Estátua de Zeus no Museu Arqueológico de Istambul

Nicomédia (em grego clássico: Νικομήδεια; romaniz.: Nicomédeia; em latim: Nicomedia) é uma antiga cidade-Estado grega (pólis) fundada por volta do ano 260 a.C. pelo rei Nicomedes I (r. 278–255 a.C.), quiçá usando o sítio anterior de Zipoício iniciado por seu pai Zipoetes I (r. 326–278 a.C.) e certamente aglutinando sítios anteriores como Ástaco e Ólbia. Está onde hoje se situa a cidade de İzmit na Turquia.
Após sua fundação, tornar-se-ia capital do Reino da Bitínia (297–74 a.C.) e mais tarde, sob a República Romana (509–27 a.C.), da província da Bitínia. No século I a.C., começou a cunhar moedas e abrigou o fugitivo Sexto Pompeu aquando de sua derrota na Batalha de Nauloco (36 a.C.) contra Marco Vipsânio Agripa, vindo depois a dedicar precinto em honra a Otaviano. Sob o Império Romano (27 a.C.–395 d.C.), foi vítima de um importante incêndio sob a administração de Plínio, o Jovem, como relatado nas cartas ao imperador Trajano (r. 98–117). Apesar disso, floresceu por séculos e abrigou uma guarnição e uma estação do correio imperial e da marinha. Se sabe que foi visitada pelos imperadores, que ali invernaram, e que recebeu o estatuto de colônia durante o Império Romano Tardio (século III-V).
Em 256, foi atacada por godos e sob Diocleciano (r. 284–305), tornar-se-ia capital. Foi epicentro da perseguição (303) que ceifou a vida de muitos cristãos. Por sua posição, foi capital até 330, quando Constantino (r. 306–337) fundou Constantinopla e mudou a capital para lá. Reteve alguma importância como sede provincial e da escola de filosofia chefiada por Libânio, mas os sismos ocorridos nos séculos IV e V, sobretudo o de 358, a debilitaram de modo que nunca mais se recuperou. Teve breve renascimento sob o imperador Teodósio II (r. 408–450) e em 451, seu bispado foi promovido a sé metropolitana sob jurisdição do Patriarcado Ecumênico de Constantinopla. Com Justiniano I (r. 527–565), alguns edifícios públicos foram restaurados. Teve seu papel nas guerras de Heráclio (r. 610–641), Justiniano II (r. 685-695 e 705-711), Leão III, o Isauro (r. 717–741) e Artavasdo (r. 741–743) e foi defendida contra árabes e paulicianos. Em 746–47, Constantino V (r. 741–775) estabeleceu sua corte em Nicomédia por um tempo, pois uma praga havia se espalhado em Constantinopla, e criou o Tema dos Optimates (após 742–1204) com sede nela.
Com o expansão seljúcida a Constantinopla após a tomada de Niceia em 1081, serviu de base aos esforços de Aleixo I (r. 1081–1118) para reter a costa. A Primeira (1096–1099) e Segunda Cruzadas (1147–1150) lhe cruzaram. Com a Quarta Cruzada (1204), ficou em posse do imperador Teodoro I (r. 1204–1221), que derrotou o imperador Davi I (r. 1204–1212) em suas cercanias. Em 1206, foi tomada pelo Império Latino e por seus muros estarem em ruínas, a Igreja de Santa Sofia foi fortificada e tornar-se-ia seu principal castelo. Um tratado de 1207 retornou-a para Teodoro e suas fortificações foram demolidas, mas em seguida os latinos a retomariam e manteriam-na até ca. 1240, quando João III (r. 1221–1254) a recapturou. Ficou à mercê de ataques do bei Osmã I (r. 1299–1323/1324), que infligiu pesada derrota às tropas bizantinas nas cercanias de Bafeu em 1302. Em 1304 e 1330, foi bloqueada e ameaçada com fome, mas na última ocasião João VI (r. 1347–1354) salvou-a com a frota. Em 1337, caiu para Orcano I (r. 1326–1359).

## Localização
Nicomédia se localizava na área da atual Ismide, na Turquia. Segundo Estrabão, estava no recesso mais profundo do golfo Astaqueno, oposta a Ástaco. Esta a cerca de 91 quilômetros a sudeste da Istambul (antigas Bizâncio e Constantinopla). Por estar num golfo, era importante cidade portuária, ao mesmo tempo em que teve papel nas comunicações terrestres entre a Europa e Ásia pelo Bósforo, pois a estrada que ligava os dois continentes tinha uma de suas paradas no sítio. Nessa posição, tinha Niceia como rival.

## História

### Fundação e República Romana

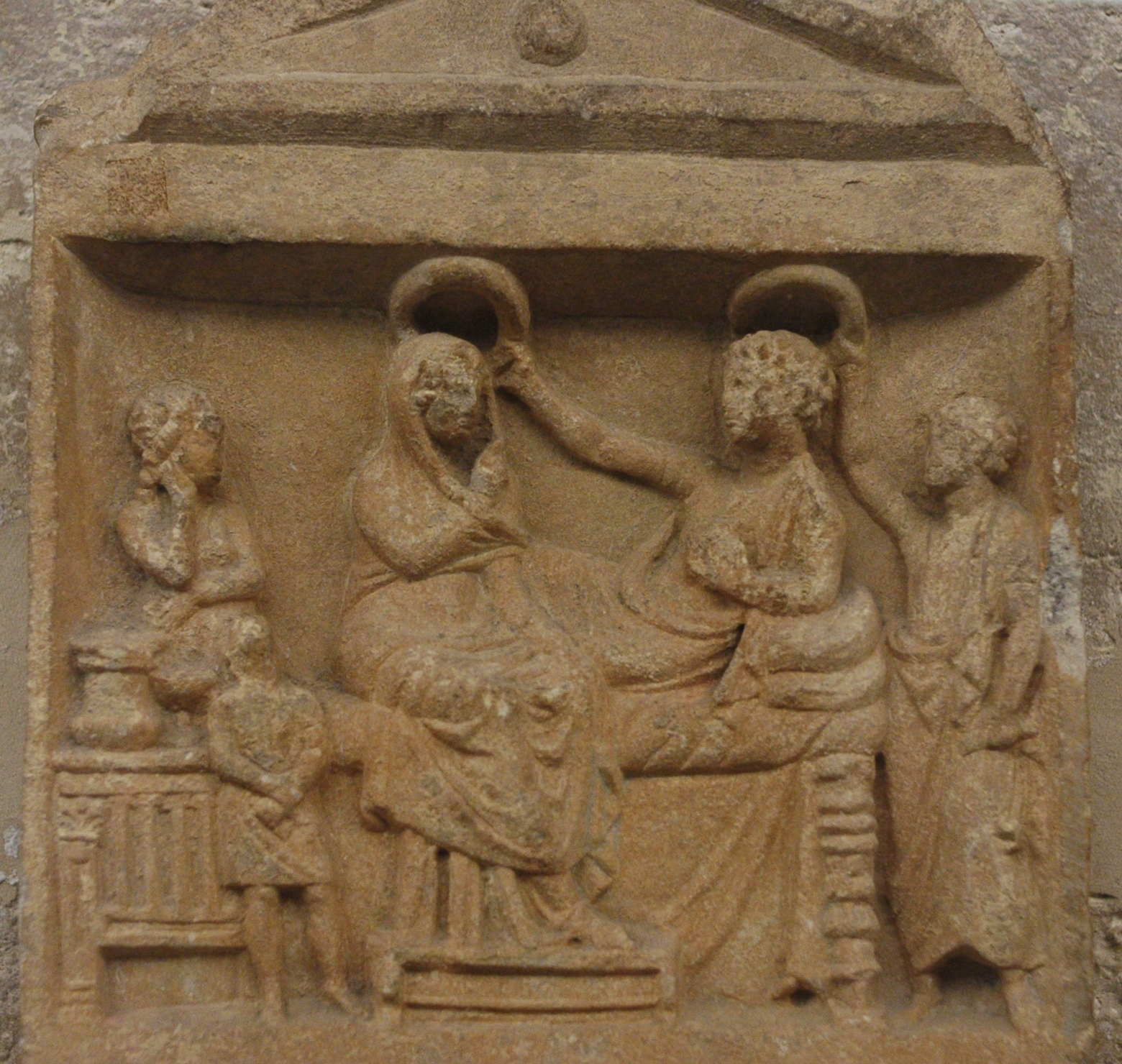
Estela de ca. 150- no Louvre

Nicomédia foi a refundação de uma cidade anterior chamada Ástaco (em latim: Astacus; em grego clássico: Αστακός; romaniz.: Astakós; lit. "lagosta") fundada pela Calcedônia (Caronte de Lâmpsaco) ou Mégara (Estrabão e Memnão de Heracleia) em data indeterminada; Estrabão e Memnão dão o ano de 712/711 a.C. à fundação, mas atualmente os estudiosos preferem data posterior, no século VII a.C., já que assumem ser mais plausível que tenha sido fundada pela Calcedônia, que só foi fundada por volta de 675 a.C.. Foi destruída por Lisímaco (r. 306–281 a.C.) e refundada como Nicomédia, quiçá num processo de sinecismo da antiga Ástaco e de Ólbia, a outra colônia grega na região, de provável origem megarense. Seu refundador foi o rei Nicomedes I (r. 278–255 a.C.), que a fez capital do Reino da Bitínia e o episódio ocorreu pouco antes de 260 a.C.; alguns autores defendem o ano de 264 a.C.. É possível ainda que Zipoício, o sítio pré-Nicomédia começado por Zipoetes I (r. 326–278 a.C.), pai de Nicomedes, seja o núcleo original do sítio novo.
Ditizele, a primeira esposa de Nicomedes, foi sepultada na cidade de acordo com Arriano. No sítio foi descoberta inscrição fragmentada que registra um decreto no qual se cita sua bulé e o rei Prúsias, seja Prúsias I (r. 228–182 a.C.) ou Prúsias II (r. 182–149 a.C.). Cunhou moedas desde o século I a.C., aquando da conquista pela República Romana (509–27 a.C.), que a transformou em capital da província da Bitínia. O general Sexto Pompeu, após sua derrota na Batalha de Nauloco (36 a.C.) perante as forças do general Marco Vipsânio Agripa, fugiu ao leste e passou pela cidade; poucos anos depois, Otaviano (futuro imperador Augusto) deixou os bitínios consagrarem precinto em seu nome.

### Império Romano

Império Romano em 293

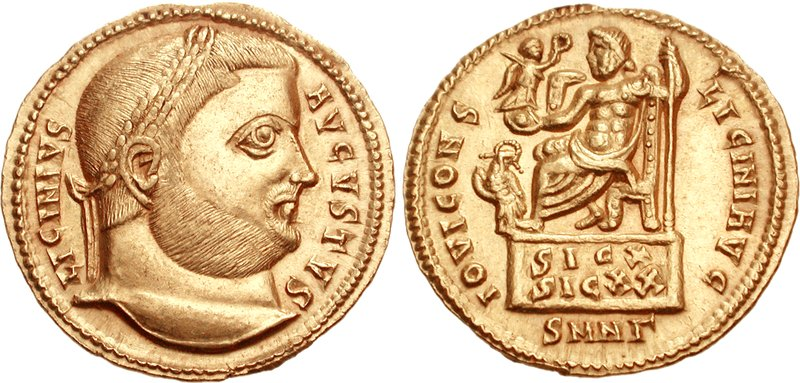
Soldo de Licínio r. cunhado em ca. 317-318

Sob o Império Romano (27 a.C.–395 d.C.), há evidências de algumas tribos (Dia, Hiera, Asclépias e Posidônias), bem como que tinha nomes adicionais de Adriana (referência a Adriano (r. 117–138)) e Severiana (alusão a Sétimo Severo (r. 193–211)). Foi comum a sua menção nas cartas de Plínio, o Jovem (61/62–114), que na condição de governador da Bitínia, trouxe à atenção de Trajano (r. 98–117) a situação dos edifícios (senado, aqueduto, fórum, templo de Cibele, etc.) e do suprimento de água e notificou o incêndio que a avariou muito. Em passagens de Dião Crisóstomo (40–115) é evocada sua prosperidade e crescimento. Se sabe ainda que os imperadores a visitavam e invernavam, que tinha guarnição e abrigou estação do correio imperial e da marinha. A contar do Império Romano Tardio (século III-V), gozou da posição de colônia. Em 256, foi atacada por godos. Sob Diocleciano (r. 284–305), tornar-se-ia capital oriental e a cidade mais adornada do império, recebendo palácio, hipódromo, casa da moeda e arsenal.
Em 303, foi epicentro da perseguição aos cristãos. Em 23 de fevereiro, por ocasião do festival da Terminália, Diocleciano ordenou que a recém construída igreja local fosse arrasada, suas escrituras incendiadas e suas pedras preciosas tomadas. A destruição causou pânico na cidade e, no fim do mês, um incêndio destruiu parte do palácio imperial, seguido 16 dias depois por outro. Apesar de ter sido feita investigação, nenhum partido foi oficialmente acusado, mas o coimperador Galério colocou a culpa nos cristãos. Supervisionou a execução de dois eunucos do palácio, que alegou terem conspirado com cristãos, seguidos por mais seis execuções até o fim de abril. Pouco depois, declarou a Nicomédia como insegura e partiu para Roma, seguido por Diocleciano. Na perseguição, vários foram os cristãos martirizados em Nicomédia, dentre os quais: Ântimo, Dásio, Zótico e Caio, Doroteu e Gorgônio, Evécio, Migdão, Pantaleão, Pedro, Teopempto e Teonas, Trófimo e Eucárpio e os 20 000 mártires.
A cidade continuou servindo de sede aos imperadores, sobretudo quando montavam incursões no Oriente contra o Império Sassânida (224–651). Em 330, Constantino (r. 306–337) fundou Constantinopla e transferiu a sede oriental para lá, iniciando o lento declínio do assentamento. Em 337, Constantino foi até Nicomédia, onde foi batizado pelo bispo Eusébio pouco antes de falecer em 22 de maio. Depois disso, a cidade reteve alguma importância como sede provincial e da escola de filosofia chefiada por Libânio, mas os sismos ocorridos nos séculos IV e V, sobretudo o de 358, a debilitaram de modo que nunca mais se recuperou.

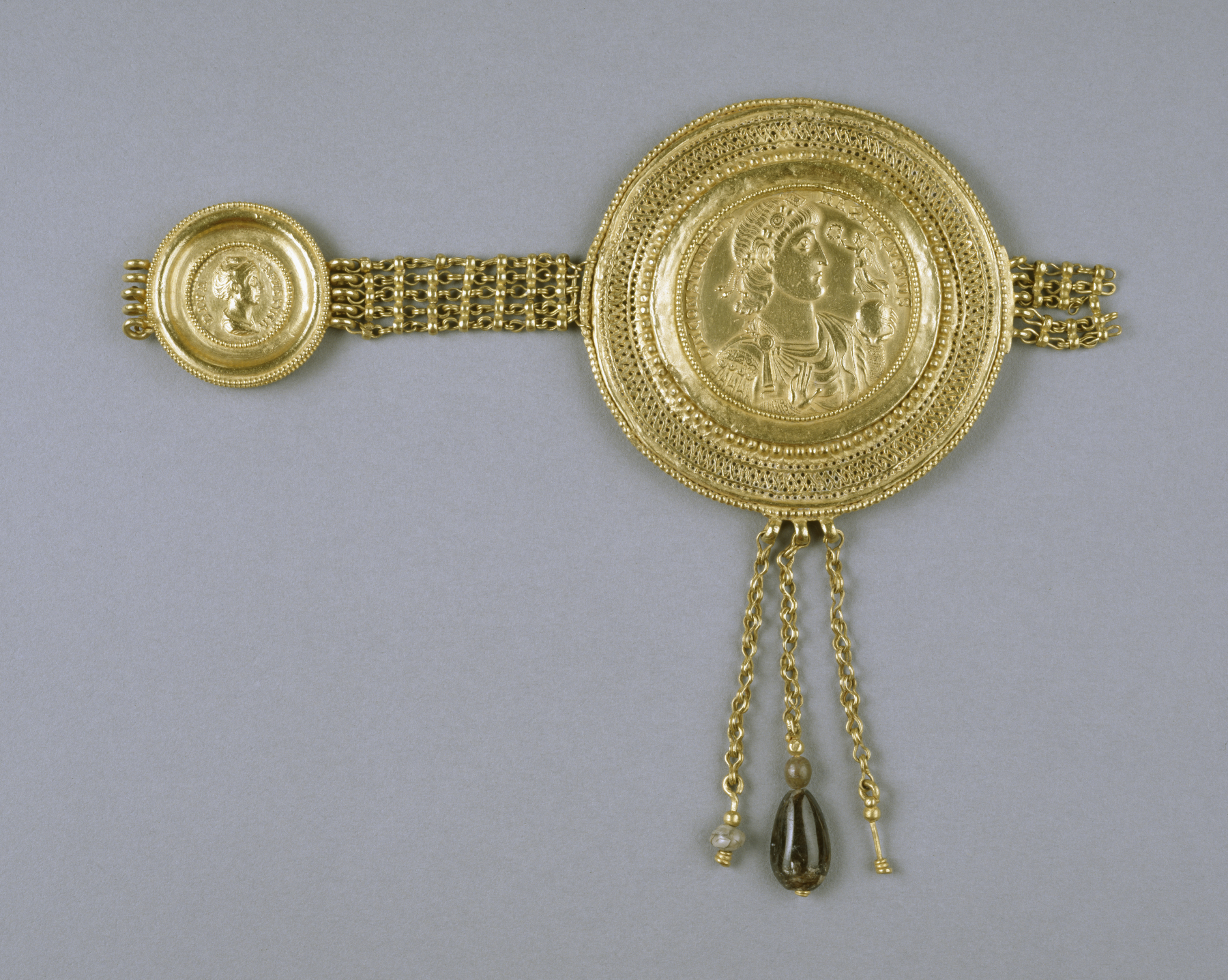
Pedaço de cinto de ouro com medalhões de r. e Faustina no Museu de Arte Walters

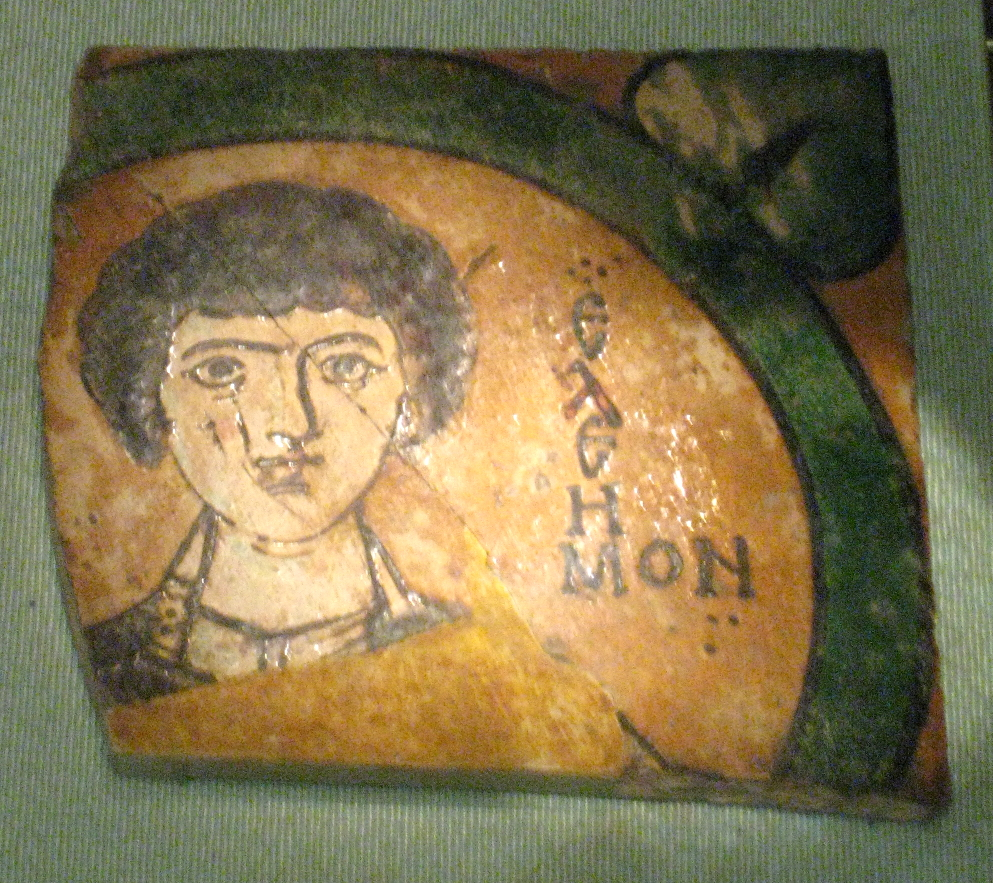
Pantaleão em cerâmica esmaltada duma catacumba, séculos X-XI

### Império Bizantino
Nicomédia passou por um breve renascimento sob o imperador Teodósio II (r. 408–450). Em 451, o bispado local foi promovido a sé metropolitana sob jurisdição do Patriarcado Ecumênico de Constantinopla e mais adiante foi classificado em sétimo lugar entre as metrópoles do patriarcado na Notícia dos Episcopados. Justiniano I (r. 527–565) restaurou alguns dos edifícios públicos e a estrada para leste. Segunda a Vida de Teodoro de Siceão, tinha alguns influentes escolários, um hospício e várias igrejas e mosteiros. Por sua posição, teve algum papel nas guerras de Heráclio (r. 610–641), Justiniano II (r. 685-695 e 705-711), Leão III, o Isauro (r. 717–741) e Artavasdo (r. 741–743) e foi defendida contra árabes e paulicianos. Como centro comercial, sediou os comerciários nos séculos VIII-IX. Em 746–47, Constantino V (r. 741–775) estabeleceu sua corte em Nicomédia por um tempo, pois uma praga havia se espalhado em Constantinopla, e criou o Tema dos Optimates (após 742–1204) com sede nela.
Seu bispo Teofilacto (ca.  800–815) construiu um complexo que englobava hospício e mosteiro e um xenodóquio imperial foi criado no século IX, mas o sítio foi descrito por ibne Cordadebe (820–912) como em ruínas, quiçá pois a cidade portuária foi abandonada em detrimento de uma colina defensável. Com o expansão dos seljúcidas a Constantinopla após a tomada de Niceia em 1081, serviu de base aos esforços de Aleixo I (r. 1081–1118) para reter a zona costeira. A Primeira (1096–1099) e Segunda Cruzadas (1147–1150) lhe cruzaram; Eudo de Deuil descreveu-a como cidade cujas ruínas estavam cobertas com espinhos e arbustos.
Após a Quarta Cruzada (1204), ficou em posse do imperador Teodoro I (r. 1204–1221), que derrotou o imperador Davi I (r. 1204–1212) em suas cercanias. Em 1206, foi tomada pelo Império Latino e por seus muros estarem em ruínas, a Igreja de Santa Sofia foi fortificada e tornar-se-ia seu principal castelo. Um tratado de 1207 retornou-a para Teodoro e suas fortificações foram demolidas, mas em seguida os latinos a retomariam e manteriam-na até ca. 1240, quando João III (r. 1221–1254) a recapturou. Ficou à mercê de ataques do bei Osmã I (r. 1299–1323/1324), que infligiu pesada derrota às tropas bizantinas nas cercanias de Bafeu em 1302. Com isso, a população que residia nos campos se refugiou no interior das muralhas e os turcomanos pilharam as cercanias. Em 1304 e 1330, foi bloqueada e ameaçada com fome, mas na última ocasião João VI (r. 1347–1354) salvou-a com a frota. Em 1337, caiu a Orcano I (r. 1326–1359). Com sua conquista, tornar-se-ia capital do Sanjaco de Cocaeli, um dos mais antigos do Beilhique Otomano (1299–1389), o Estado que originou o Império Otomano (1389–1922).

## Infraestrutura

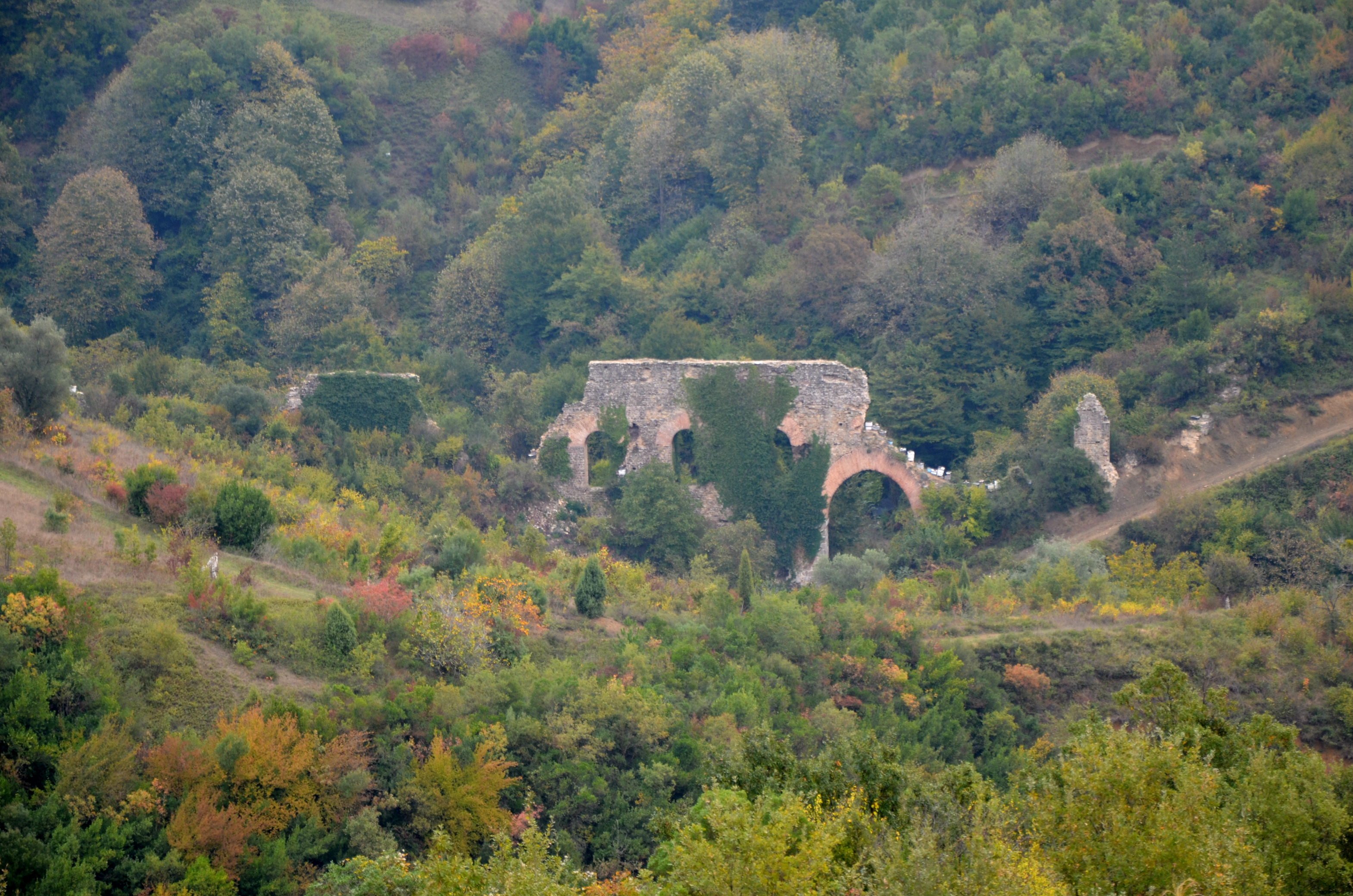
Ruínas de aqueduto

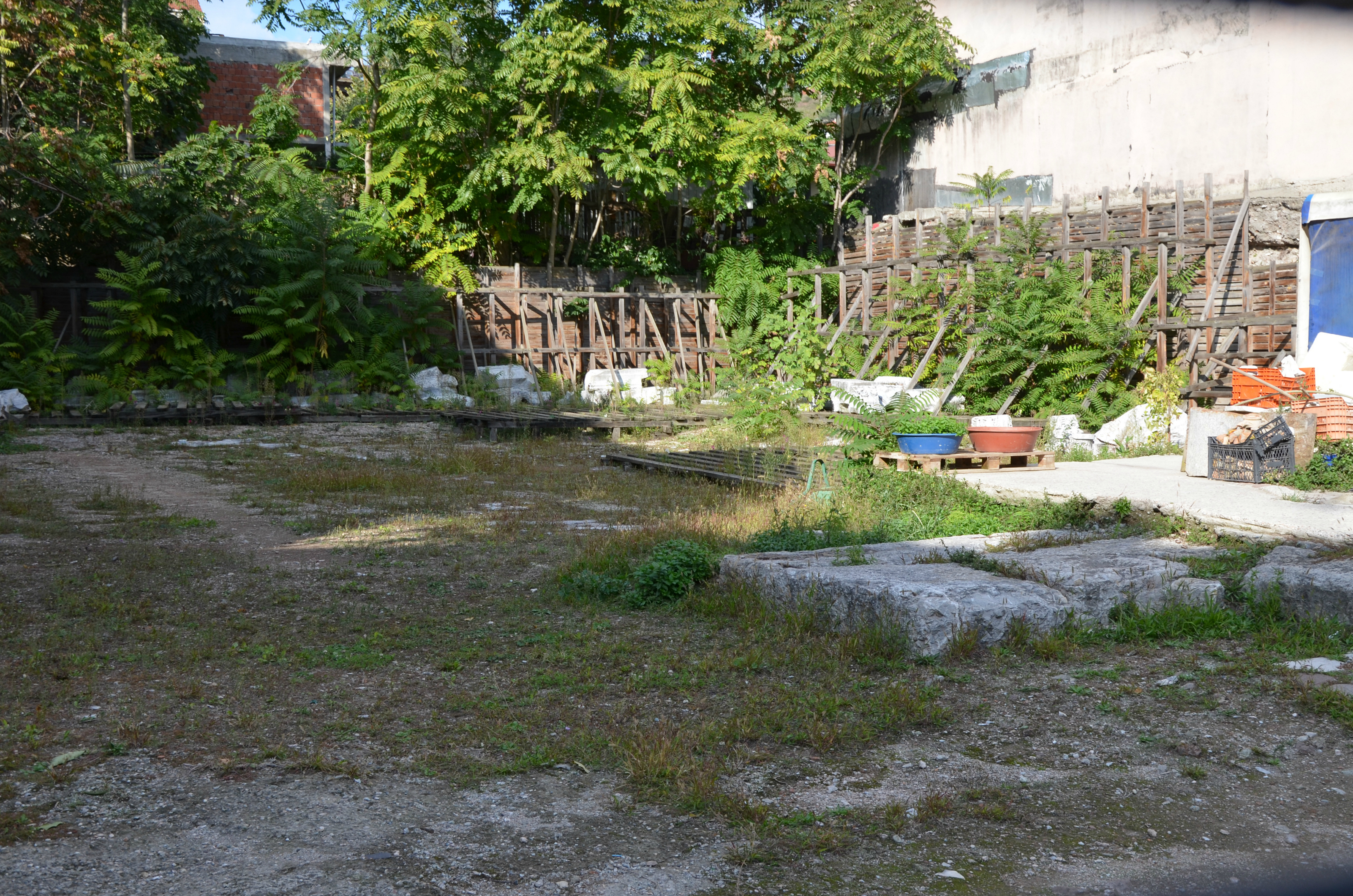
Sítio descoberto após o terremoto

Suas ruínas estão soterradas sob a moderna e densamente povoada Ismide, que obstruiu muito as escavações. Poucas escavações ocorreram e muito do que poderia ser visto no século XIX não é mais visível. O sismo de Ismide, em 1999, que fez enorme estrago na cidade, também revelou muitos artefatos na subsequente remoção de detritos, como as estátuas de Hércules e Atena e um painel representando Diocleciano e Constantino. Nos anos seguintes, a Diretoria Cultural da Província de Ismide se apropriou de áreas para escavação, incluindo o Palácio de Diocleciano e um teatro. Em abril de 2016, uma escavação mais extensa do palácio foi iniciada sob supervisão do Museu de Cocaeli, que estimou que o local ocupa 60 000 metros quadrados. Os artefatos do sítio estão abrigados nos museus arqueológicos de Istambul e Esmirna.
Com as escavações feitas antes de 1999 foram identificados um edifício helenístico de uso desconhecido, elementos de mármore dum ninfeu do século II, restos de dois ou três aquedutos, um deles helenístico, e uma grande cisterna romana tardia, cujos drenos antigos estiveram em uso até 1933 e que estava sob um cemitério judeu. Seus muros, erigidos por Diocleciano, têm restaurações e acréscimos bizantinos e turcos e são compostos por fileiras de tijolos alternados com fileiras de pedras. No limite nordeste há restos duma torre alta e, ao lado, o portão da estrada ao norte. Parte dos muros do porto, perceptíveis até o início do século XX, eram de alvenaria romana. Sobrevive ainda a fortaleza de colina dos séculos XII-XIV. A cerca de oito quilômetros ao norte de Ismide, provavelmente dos reis da Bitínia.
Inscrições, moedas e textos citam obras perdidas: templo de Roma (29 a.C.) no qual faziam reuniões da assembleia provincial; templo de Deméter e estruturas associadas, num grande recinto retangular na colina visível do porto; teatro; rua de colunata, cujos fragmentos sobrevivem, que talvez ligava o templo de Deméter ao porto; fórum; templo de Ísis; salão à gerúsia; templo a Cômodo (r. 177–192); e precinto para Otaviano. Diocleciano ergueu seu palácio, arsenal, casa da moeda e novos estaleiros. Libânio, em relação ao sismo de 358, comentou da perda de termas, basílicas, templos, ginásios, escolas e jardins públicos, alguns dos quais refeitos por Justiniano. Uma moeda citou Adriano como "Restituidor de Nicomédia" (em latim: Restitutor Nicomedine). Plínio, o Jovem, e mais tarde Justiniano e Solimão, o Magnífico (r. 1520–1566), esperaram terminar um canal, há muito proposto e nunca realizado, que ligaria o Propôntida ao Ponto Euxino via Nicomédia, ou seja, ligando o lago Sabanja (lago Sunonense de Amiano Marcelino) ao sistema do rio Sangário (Sacaria).